# Cheongsong
Quận Cheongsong (Hán-Việt: Thanh Tùng) là một quận ở đạo (tỉnh) Gyeongsang Bắc, Hàn Quốc. Quận này có diện tích 842,45 km², dân số 31.313 người.

## Thành phố kết nghĩa
- Thành phố Túc Thiên, tỉnh Giang Tô, Trung Quốc